# ريتشارد مارتن
ريتشارد مارتن (بالفرنسية: Richard Martin)‏ (5 أكتوبر 1962 أفينيون فرنسا - ) هو لاعب كرة قدم فرنسي، يلعب كمهاجم، لعب 183 مباراة وسجل 64 هدف.

## مسيرته

### مسيرته مع الأندية
- 1981 - 1985 لعب مع أفينيون فوت 84 68 مباراة سجل خلالها 30 هدف.
- 1985 - 1989 لعب مع نادي مارتيغ 103 مباراة سجل خلالها 34 هدف.
- 1989 - 1991 لعب مع نادي نيور 12 مباراة.